# سيرجي كاردونا
سيرجي كاردونا (بالإسبانية: Sergi Cardona) هو لاعب كرة قدم إسباني في مركز الدفاع، ولد في 1999 في يوريت دي مار في إسبانيا. لعب مع خيمناستيك طركونة.

## وصلات خارجية
- سيرجي كاردونا على موقع قاعدة بيانات كرة القدم.إي يو (الإنجليزية)
- سيرجي كاردونا على موقع Soccerway.com (الإنجليزية)